# Ali Al-Dailami

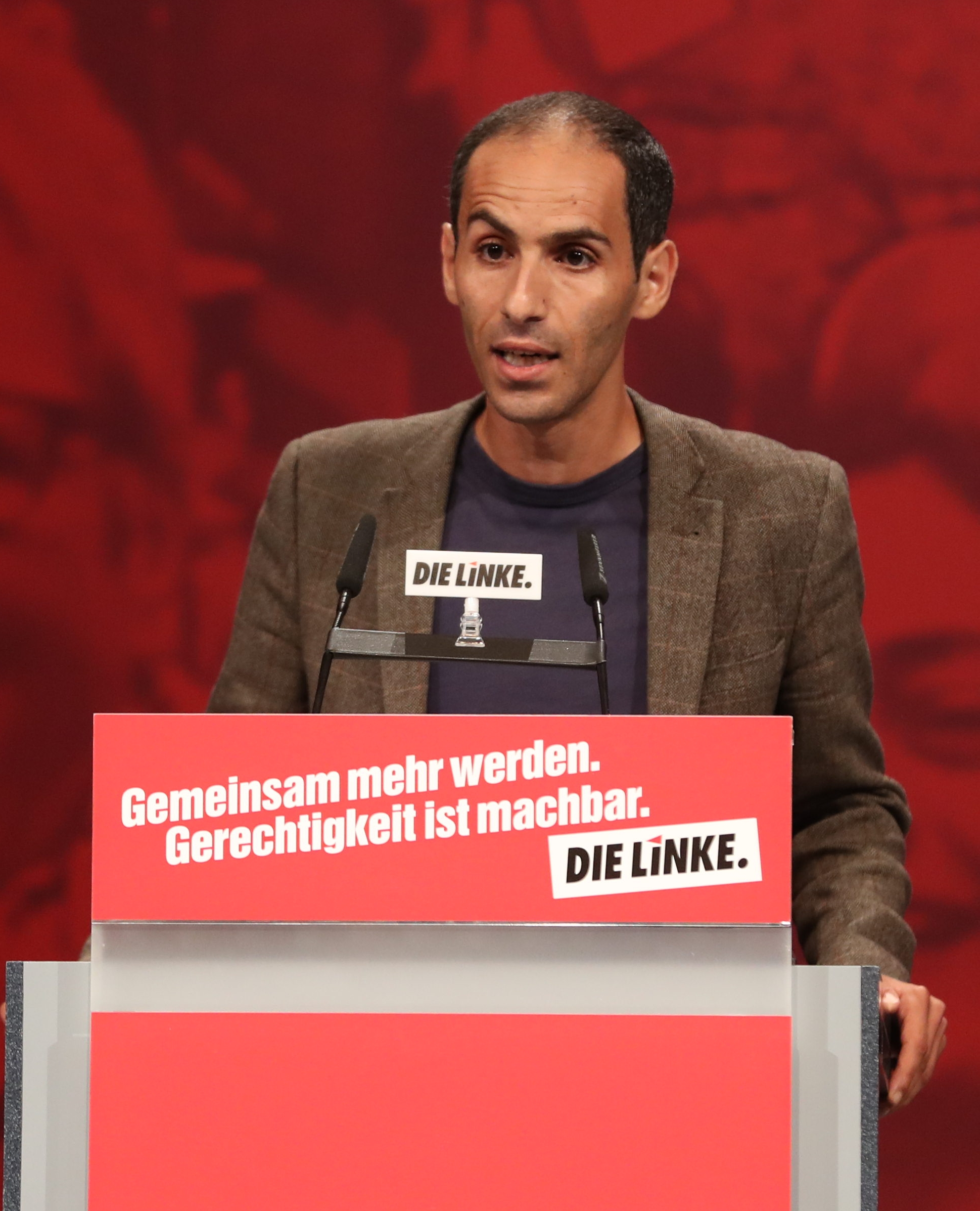
Ali Al-Dailami auf dem Bundesparteitag der Linken 2018

Ali Abass Yahya Al-Dailami (* 27. Dezember 1981 in Sanaa, Jemenitische Arabische Republik) ist ein jemenitisch-deutscher Politiker (BSW, zuvor Die Linke). Er war von 2021 bis 2025 Mitglied des Deutschen Bundestages. Seit 2024 ist er Landesvorsitzender des BSW Hessen.

## Leben und Beruf
Ali Al-Dailami wurde 1981 in Sanaa, der Hauptstadt der Jemenitische Arabische Republik geboren. Zu Beginn der 1990er Jahre kam er als Sohn politischer Flüchtlinge nach Deutschland. Er besuchte die Grundschule im rheinland-pfälzischen Sankt Julian. Als er zwölf Jahre alt war, starb seine Mutter, und er kam auf eigenen Wunsch in ein Kinderheim. Es folgten mehrere Einrichtungswechsel bei der Kinder- und Jugendhilfe, unter anderem nach Lich. Er brach die Schule ab und zog mit dem 18. Lebensjahr nach Gießen. Dort holte er die Mittlere Reife an einer Abendschule nach. Er war auf Arbeitslosengeld II angewiesen und arbeitete unter anderem als Leiharbeiter am Fließband und im Lager. Es folgte eine Ausbildung zum Restaurantfachmann.

## Politische Tätigkeiten
Al-Dailami war 2006 Mitbegründer und Sprecher der Basisgruppe der Linksjugend solid in Gießen. Im selben Jahr wurde er in den Vorstand des Kreisverbandes der Linken gewählt, dem er ein Jahr lang angehörte. Von 2007 bis 2008 gehörte er dem hessischen Landesvorstand der Linken an. Zudem war er ab 2007 bis 2013 Sprecher der hessischen Landesarbeitsgemeinschaft Migration, Integration und Antirassismus. Von 2008 bis 2016 war Al-Dailami Mitglied des Parteivorstandes. 2012 wurde er Sprecher der Bundesarbeitsgemeinschaft für Migration, Integration und Antirassismus. Seit 2013 war Al-Dailami zudem Vorsitzender des Linke-Kreisverbandes in Gießen. Ab 2016 war er Mitglied im geschäftsführenden Bundesvorstand der Linken. Er wurde auf dem Bundesparteitag in Leipzig 2018 zum Stellvertretenden Parteivorsitzenden gewählt. 2022 schied Al-Dailami aus dem Parteivorstand der Linken aus.
Al-Dailami kandidierte bei der Bundestagswahl 2013 erstmals für Die Linke im Bundestagswahlkreis Gießen und auf Listenplatz 6 seiner Partei in Hessen, verpasste jedoch mit 5,1 % der Erststimmen den Einzug in den Deutschen Bundestag. Im April 2014 wurde er während eines Wahlkampfeinsatzes angegriffen und musste im Krankenhaus behandelt werden. Gegen den Täter erstattete er Strafanzeige. 2017 kandidierte er erneut im Wahlkreis Gießen für den Deutschen Bundestag und zog mit 6,3 % der Erststimmen wieder nicht in den Bundestag ein. Bei der Europawahl 2019 kandidierte er ebenfalls für Die Linke auf Listenplatz 6, schaffte aber dort nicht den Einzug in das Europäische Parlament.
Bei der Bundestagswahl 2021 kandidierte er erneut im Wahlkreis Gießen und auf dem zweiten Listenplatz in Hessen für Die Linke. Mit 4,9 % der Erststimmen verpasste er das Direktmandat in Gießen, zog jedoch über den zweiten Platz der Landesliste in den Deutschen Bundestag ein. Er war Ordentliches Mitglied im 1. Untersuchungsausschuss und Sprecher im Verteidigungsausschuss. Zudem ist er stellvertretendes Mitglied im Ausschuss für die Angelegenheiten der Europäischen Union, im Gemeinsamen Ausschuss und im Ausschuss für Menschenrechte und humanitäre Hilfe. Außerdem ist er stellvertretender Vorsitzender der Parlamentariergruppe Maghreb-Staaten und der Deutsch-Iranischen Parlamentariergruppe. Al-Dailami ist zudem stellvertretendes Mitglied der Parlamentarischen Versammlung der NATO und der Parlamentarischen Versammlung der Union für den Mittelmeerraum.
Im Oktober 2023, mit der Vorstellung des Bündnis Sahra Wagenknecht, trat Ali Al-Dailami mit neun weiteren Bundestagsabgeordneten aus der Linkspartei aus. Er wurde im Januar 2024 Mitglied der Partei BSW, die aus dem Verein hervorging.
Im Oktober 2024 wurde er zusammen mit Oliver Jeschonnek zum Vorsitzenden des BSW im Landesverband von Hessen gewählt.

## Mitgliedschaften
Er ist Mitglied der Gewerkschaft Nahrung-Genuss-Gaststätten.

## Privates
Inklusive Halbgeschwister hat er elf Geschwister. Er ist ledig, kinderlos und eigener Aussage nach Atheist.